# Hydropsyche tibetana
Hydropsyche tibetana är en nattsländeart som beskrevs av Schmid 1965. Hydropsyche tibetana ingår i släktet Hydropsyche och familjen ryssjenattsländor. Inga underarter finns listade i Catalogue of Life.